# Міністерство харчової промисловості Української РСР
Міністерство харчової промисловості Української РСР — союзно-республіканське міністерство, входило до системи органів харчової промисловості СРСР і підлягало в своїй діяльності Раді Міністрів УРСР і Міністерству харчової промисловості СРСР.

## Історія
Створене з Народного комісаріату харчової промисловості УРСР у березні 1946 року у зв'язку з переформуванням наркоматів. У квітні — жовтні 1953 існувало об'єднане Міністерство легкої і харчової промисловості Української РСР. У жовтні 1953 року створене Міністерство промисловості продовольчих товарів Української РСР. 31 травня 1957 року ліквідоване. Знову утворене 23 жовтня 1965 року. У листопаді 1985 року увійшло до складу Держагропрому (Державного агропромислового комітету) УРСР.

## Народні комісари харчової промисловості УРСР
- Ніколаєвський Лев Соломонович (1936—1937)
- Жила Дмитро Микитович (1937—1938)
- Балика Степан Максимович (.05.1938—.11.1938)
- Панасюк Михайло Павлович (.11.1938—1939)
- Ємельяненко Сава Дмитрович (1939—1946)

## Міністри харчової промисловості УРСР
- Дудін Юрій Іванович (1946—1949)
- Грицюк Іван Григорович (1949—1953)

## Міністри промисловості продовольчих товарів УРСР
- Рудницький Петро Васильович (1953—1957)

## Міністри харчової промисловості УРСР
- Степаненко Ігор Дмитрович (1965—1966)
- Санов Микола Михайлович (1966—1981)
- Кулініч Микола Федорович (1981—1985)
- Загородній Григорій Дмитрович (1985—1985)